# Oxycopis floridana
Oxycopis floridana är en skalbaggsart som först beskrevs av Horn 1896.  Oxycopis floridana ingår i släktet Oxycopis och familjen blombaggar. Inga underarter finns listade i Catalogue of Life.